# 西江大桥 (韩国)
西江大桥（韩语：／ Seogang Daegyo）是一条横跨汉江的桥梁，位于韩国首尔。桥梁两端连接麻浦区和永登浦区，并穿过汉江中心的小岛「栗島」。

## 圖片

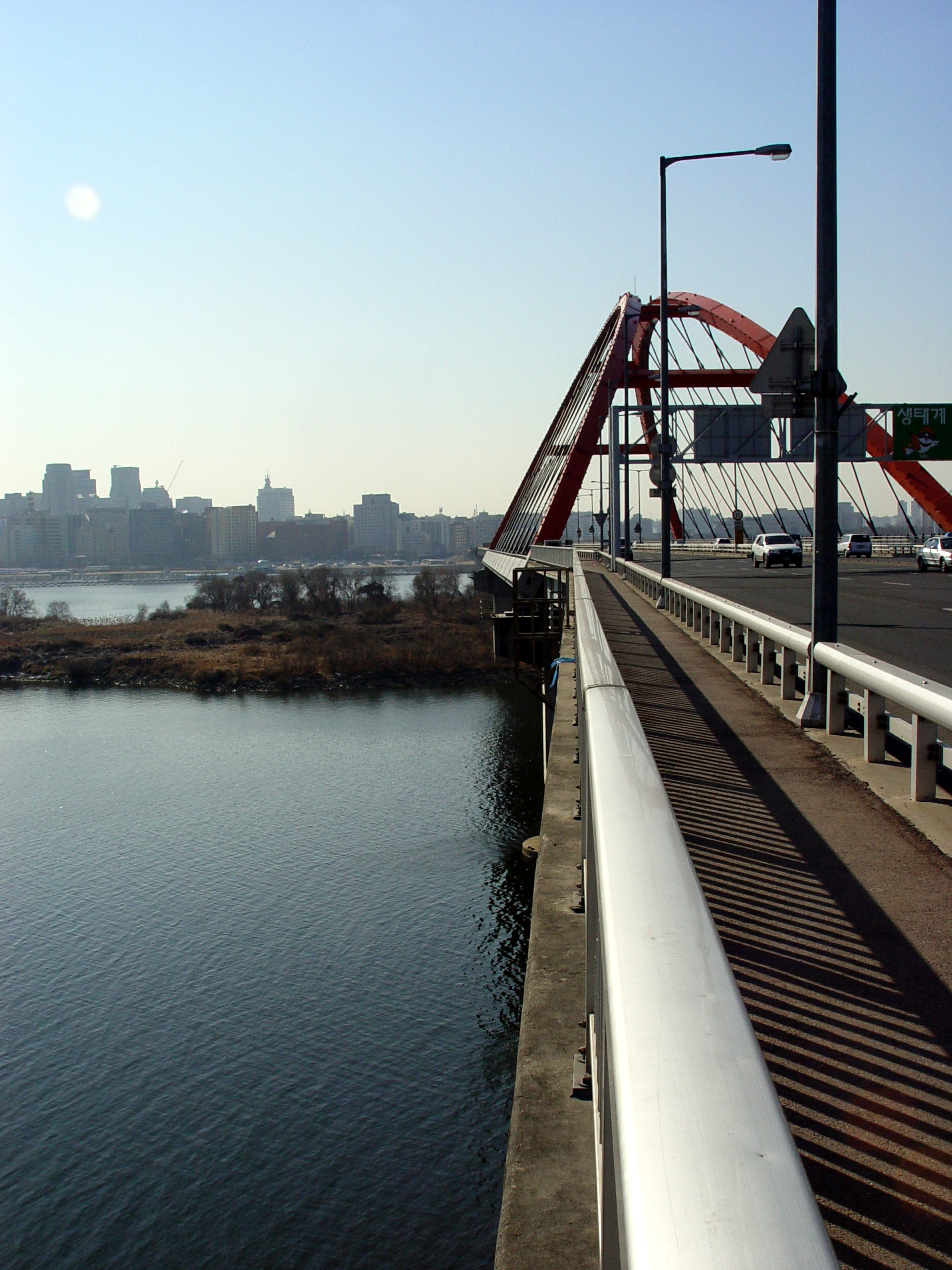
西江大桥和栗岛